# I Get a Kick Out of You
I Get a Kick Out of You è una canzone composta da Cole Porter nel 1934 per la commedia musicale del 1934 Anything Goes. 

## Incisioni celebri
La canzone divenne in brevissimo tempo uno standard jazz, interpretato anche da artisti estranei al mondo del musical come Van Morrison, Frank Sinatra, Billie Holiday, Peggy Lee, Marlene Dietrich, Cesare Siepi, Dinah Washington, Louis Armstrong, Erroll Garner, Ella Fitzgerald, Mary Martin, Rosemary Clooney, Django Reinhardt, Jamie Cullum, The Living End, Shirley Bassey e The Gutter Twins. Tra le varie attrici che hanno ricoperto il ruolo di Reno Sweeney a Broadway o Londra, e che quindi hanno cantato la canzone, vi sono Patti LuPone e Elaine Paige.
Nel 2021 Lady Gaga e Tony Bennett incidono una loro versione per l'album tributo a Cole Porter Love For Sale.